# Podocnemis erythrocephala
A irapuca (nome científico: Podocnemis erythrocephala) é uma espécie de cágado da família Podocnemididae endêmico na Amazônia internacional, ocorrendo no Brasil, Colômbia e Venezuela. É um dos menores cágados da região amazônia e está vulnerável à extinção.

## Características
Assim como as outras espécies do gênero Podocnemis a Irapuca tem sua pele e carapaça negros, mas, o que o difere são seu tamanho e suas manchas vermelhas na cabeça e o tom avermelhado e algumas manchas no casco.
O comprimento máximo observado para a espécie foi de 32,2cm de comprimento linear da carapaça. As fêmeas são ligeiramente maiores que os machos(estes podem chegar até 24,4cm). O peso pode chegar a 2kg para fêmeas e 1kg para machos. Os machos tem a cauda ligeiramente mais comprida.

### Habitat
O animal prefere os rios de águas pretas, principalmente nos cursos de águas rasas da bacia do rio Negro, porem, também pode ser encontrada eventualmente em rios de águas claras da bacia amazônica.[carece de fontes?]

### Alimentação
É um animal basicamente herbívoro, alimentando-se de vegetais aquáticos, suas sementes e frutos. Em menor frequência também consome peixes, camarões e moluscos.[carece de fontes?]

### Reprodução
A maturidade sexual acontece por volta dos nove anos. Seu período de reprodução é entre agosto e novembro na bacia do rio Negro e no início de dezembro na bacia do Tapajós. As fêmeas nidificam durante a noite, em períodos de seca e podem estar sozinhas ou em grupo. Elas colocam de 4 a 18 ovos, em média de 8 a 9, com a temperatura definindo o sexo do embrião, com as fêmeas tendo predileção por altas temperaturas.[carece de fontes?]

## Caça e consumo humano
Assim como os demais quelônios da região, a Irapuca é amplamente consumida na culinária. O consumo de seus ovos também é grande. Os hábitos locais o colocaram como espécie vulnerável. Observou-se também que a Irapuca tende a morrer afogada ao ficar presa em redes de pesca.